# Maurice (Luisiana)
Maurice es una villa ubicada en la parroquia de Vermilion en el estado estadounidense de Luisiana. En el Censo de 2010 tenía una población de 964 habitantes y una densidad poblacional de 175,48 personas por km².

## Geografía
Maurice se encuentra ubicada en las coordenadas 30°6′26″N 92°7′18″O / 30.10722, -92.12167. Según la Oficina del Censo de los Estados Unidos, Maurice tiene una superficie total de 5.49 km², de la cual 5.49 km² corresponden a tierra firme y (0%) 0 km² es agua.

## Demografía
Según el censo de 2010, había 964 personas residiendo en Maurice. La densidad de población era de 175,48 hab./km². De los 964 habitantes, Maurice estaba compuesto por el 79.88% blancos, el 13.38% eran afroamericanos, el 0.62% eran amerindios, el 3.22% eran asiáticos, el 0% eran isleños del Pacífico, el 1.76% eran de otras razas y el 1.14% pertenecían a dos o más razas. Del total de la población el 3.73% eran hispanos o latinos de cualquier raza.